# Pioter
Pioter ist eine Ortschaft und eine Parroquia rural („ländliches Kirchspiel“) im Kanton Tulcán der ecuadorianischen Provinz Carchi. Die Parroquia besitzt eine Fläche von 16,93 km². Die Einwohnerzahl lag im Jahr 2010 bei 718.

## Lage
Die Parroquia Pioter liegt in den Anden im äußersten Norden von Ecuador nahe der kolumbianischen Grenze. Das Areal wird nach Süden über den Río Apaquí zum Río Chota entwässert. Der etwa 2980 m hoch gelegene Hauptort befindet sich 20 km südsüdwestlich der Provinzhauptstadt Tulcán.
Die Parroquia Pioter grenzt im Norden an das Municipio von Tulcán, im Osten an die Parroquia Santa Martha de Cuba sowie im Süden und im Westen an die Parroquia Chitán de Navarretes (Kanton Montúfar).

## Geschichte
Die Gründung der Parroquia Pioter wurde am 18. Mai 1948 im Registro Oficial N° 200 bekannt gemacht.